# Terra Alta (Pará)
Terra Alta is een gemeente in de Braziliaanse deelstaat Pará. De gemeente telt 10.580 inwoners (schatting 2009).